# Khamag Mongol
Khamag Mongol (mongolisch Хамаг монгол übers. ~ „der ganze Mongol“; chinesisch 蒙兀國, Pinyin Měng Wù guó) war eine der mongolischen Stammeskonföderationen (khanlig) im Bereich des Mongolischen Plateaus im 12. Jahrhundert. Sie wird teilweise als Vorläufer des Mongolischen Reiches betrachtet.

## Geschichte
Die Existenz einer etwas mysteriösen Stammesmacht, die in der mongolischen Tradition als Khamag Mongol Uls bezeichnet wird, wird erstmals  in Quellen der Liao-Dynastie, eines chinesischen Staates unter Führung der nordostasiatischen Kitan erwähnt. Nach dem Sturz der Liao-Dynastie im Jahr 1125 errangen die Khamag-Mongolen immer mehr Macht in den mongolischen Ebenen zu spielen.  Sie besetzten eines der fruchtbarsten Gebiete des Landes, die Becken der Flüsse Onon, Cherlen und Tuul im Khentii-Gebirge. Die Taichiud (kyrillisch: Тайчууд) waren im 12. Jahrhundert einer der drei Kernstämme des Khamag-Mongol-Khanats. Die heutige Region Transbaikalien (Sabaikalski krai/Zabaykalsky Krai) und der Chentii-Aimag in der Mongolei waren die Kernregionen des Khanats Khamag. Die Khamags bestanden aus den drei Kernclans Borjigin-Khiyad, Taichiud und Jalairs (Жалайр; ᠵᠠᠯᠠᠢᠷ).
Der erste in der Geschichte erwähnte Khan von Khamag Mongol ist Khabul Khan aus dem Borjigin-Clan. Khabul Khan wehrte erfolgreich die Invasionen der von Jurchen angeführten Jin-Armeen ab. Nachfolger von Khabul Khan wurde Ambaghai Khagann von den Taichiud. Ambagai wurde von der tatarischen Konföderation gefangen genommen, als er seine Tochter zur Hochzeit begleitete. Er wurde den Jin übergeben, die ihn grausam hinrichteten. Nachfolger von Ambaghai wurde Hotula Khan, der Sohn von Khabul Khan. Hotula Khan verwickelte die Tataren in 13 Schlachten, um den Tod von Ambagai Khan zu rächen.
Das Khamag Mongol konnte nach Hotulas Tod keinen Khan wählen. Allerdings war Khabuls Enkel Yesügai, ein Häuptling des Khiyad-Stammes, ein effektiver und herausragender Anführer der Khamag-Mongolen. Temujin (Temüdschin), der zukünftige Dschingis Khan, wurde 1162 in Delüün Boldog am Oberlauf des Onon-Flusses geboren.
Als der junge Tughril Khan Yesügai, den Herrscher der Khamag-Mongolen, um Hilfe bat, um seine Brüder unter den Keraiten zu unterwerfen, halfen ihm die Mongolen, die Keraiten-Anführer zu besiegen, und setzten ihn im frühen 12. Jahrhundert auf den Thron.
Yesügai wurde von den Tataren vergiftet und starb kurz darauf im Jahr 1171, woraufhin der mongolische Khamag zu zerfallen begann. Politische Anarchie und ein Machtvakuum dauerten bis 1189, als Temujin der Khan der Khamag-Mongolen wurde. Bald brach ein Krieg zwischen anderen mongolischen Stämmen aus. Temujins Freund Jamukha wurde 1201 von den rivalisierenden Stämmen als Gurkhan (der universelle Herrscher) anerkannt, wurde jedoch von der Allianz der Khamag-Mongolen und Keraiten besiegt.
Als Tughril Khan sich weigerte, das Bündnis mit den Khamag zu festigen, hätten Temüdschins Kriege mit den Clans ihn beinahe zerstört. Temüdschin vereinte schließlich im Jahr 1206 alle Clans auf dem mongolischen Plateau und ihm wurde der Titel Dschingis Khan verliehen.